# Tracy-sur-Loire
Tracy-sur-Loire település Franciaországban, Nièvre megyében. Lakosainak száma 993 fő (2022. január 1.). Tracy-sur-Loire Bannay, Couargues, Ménétréol-sous-Sancerre, Saint-Satur, Thauvenay, Cosne-Cours-sur-Loire, Pouilly-sur-Loire, Saint-Andelain és Saint-Martin-sur-Nohain községekkel határos.

## Népesség
A település népessége az elmúlt években az alábbi módon változott:
| Lakosok száma | 952  | 950  | 980  | 970  | 983  | 986  | 985  | 987  | 993  |
|               | 2013 | 2015 | 2016 | 2017 | 2018 | 2019 | 2020 | 2021 | 2022 |